# Stephen Kelly
Stephen Kelly (Dublin, 6 de setembro de 1983) é um futebolista irlandês que atua como lateral-direito. Atualmente, defende o Rotherham United.

## Carreira
Pela Seleção Irlandesa, Stephen jogou 38 partidas, não marcando nenhum gol.